# Nuria Rico Castro
Nuria Rico Castro (Granada, 17 de marzo de 1977) es una profesora de estadística, antigua subdirectora de la Oficina de Software Libre de la Universidad de Granada (España).

## Trayectoria
Tras terminar la diplomatura en Estadística y la licenciatura en Ciencias y Técnicas Estadísticas en el año 2000, realizó su tesis doctoral en 2005 sobre procesos de difusión log-normales, tema sobre el que continúa desarrollando su investigación. Después de obtener una beca en el Instituto de Estadística de Andalucía, ingresó como profesora en la Universidad de Granada en 2001. Actualmente es profesora contratada doctora en el Departamento de Estadística e Investigación Operativa de la UGR.
Ha participado en numerosos proyectos de innovación docente dentro de la universidad, incluyendo un Plan de Acción Tutorial para titulaciones en extinción.
Desde 2013 es Subdirectora de la Oficina de Software Libre de la Universidad de Granada, desde donde ha coordinado iniciativas como el Campus Tecnológico de Chicas y la producción del Portal de Transparencia de la Universidad de Granada. Ha participado como jurado en el Concurso Universitario de Software Libre y coordinadora del jurado en el Certamen de Proyectos Libres de la UGR.
En 2016 participó en la II Jornada dedicada a la Docencia para la Igualdad entre Mujeres y Hombres en Tecnología y Actuaciones para Mitigar el Abandono en los Primeros Cursos y en 2017 en la celebración del Día Internacional de la Mujer y la Niña en la Ciencia. También en 2016 recogió el Premio Ingenio al Campus Tecnológico UGR para Chicas por acercar el mundo de la ingeniería a las estudiantes preuniversitarias y concienciar del potencial femenino en el área de la informática.